# Juan Domingo Pignatelli de Aragón y Gonzaga

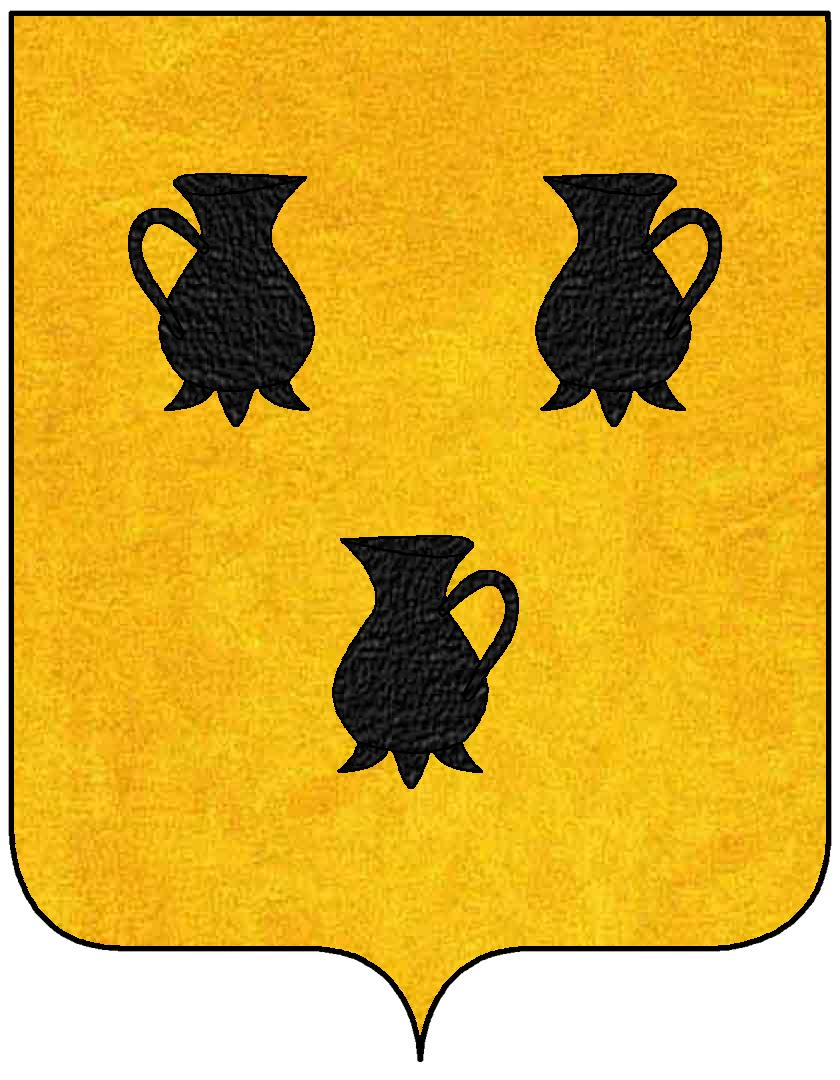
Stemma Pignatelli

Stemma dei duchi di Solferino

Juan Domingo Pignatelli de Aragón y Gonzaga (Torino, 27 gennaio 1757 – Madrid, 9 novembre 1819) è stato un militare spagnolo, VI duca di Solferino e XIX conte di Fuentes.

## Biografia
Era figlio di Joachim Atanasio Pignatelli Aragona Cortez, conte de Fuentes e ambasciatore spagnolo a Torino, Londra e Parigi, e di Maria Luisa Gonzaga e Caracciolo, duchessa di Solferino. 
Nel 1754, con la nomina di suo padre come ambasciatore spagnolo a Torino, tutta la famiglia si trasferì nella città italiana.
Dopo aver studiato al Real Seminario de Nobles de Madrid, Pignatelli si arruolò nel 1773 come cadetto nella Guardia Reale spagnola (Guardias de Corps). Nel 1779 fu assegnato come colonnello al reggimento di cavalleria di Montesa, assistendo al grande assedio di Gibilterra durante la guerra d'indipendenza americana.
Nel 1793, durante la guerra dei Pirenei, fu promosso feldmaresciallo e nel 1795 nominato comandante in capo della costa di Santander (Comandante General de Toda la Costa de Santander).
Pignatelli fu nominato governatore militare di Zamora nel 1801.
Fu promosso, nell'ottobre 1802, a tenente generale nella stessa promozione di altri importanti comandanti militari spagnoli degli eserciti spagnoli durante la guerra peninsulare, tra cui Pedro de Alcántara Álvarez de Toledo duca dell'Infantado, Manuel Lapeña, Juan Carrafa, Francisco Castaños, Francisco Taranco, Francisco de Eguía e Arturo O'Neill, tra gli altri.

## Discendenza
Juan Domingo non ebbe discendenza. Gli succedette la cugina María de la Concepción y Bellonio Pignatelli de Aragon (1824-1858), IX duchessa di Solferino, marchesa di Mora.

## Ascendenza
|                                                         |                       |                                                                   | Genitori                                                           |  |  | Nonni |  |  | Bisnonni                                    |  |  | Trisnonni                              |  |
|                                                         |                       |                                                                   |                                                                    |  |  |       |  |  | Niccolò Pignatelli, VIII duca di Monteleone |  |  | Giulio Pignatelli, II principe di Noia |  |
|                                                         |                       |                                                                   |                                                                    |  |  |       |  |  | Niccolò Pignatelli, VIII duca di Monteleone |  |  | Giulio Pignatelli, II principe di Noia |  |
|                                                         |                       | Beatrice Carafa                                                   |                                                                    |  |  |       |  |  | Niccolò Pignatelli, VIII duca di Monteleone |  |  |                                        |  |
| Antonio Pignatelli de Aragón                            |                       |                                                                   |                                                                    |  |  |       |  |  | Niccolò Pignatelli, VIII duca di Monteleone |  |  |                                        |  |
|                                                         |                       | Giovanna Pignatelli Pimentel Benavides, IX duchessa di Monteleone | Andrea Fabrizio Pignatelli, VI duca di Monteleone                  |  |  |       |  |  |                                             |  |  |                                        |  |
|                                                         |                       | Giovanna Pignatelli Pimentel Benavides, IX duchessa di Monteleone | Andrea Fabrizio Pignatelli, VI duca di Monteleone                  |  |  |       |  |  |                                             |  |  |                                        |  |
|                                                         |                       | Giovanna Pignatelli Pimentel Benavides, IX duchessa di Monteleone | Teresa Antonia Pimentel y Benavides                                |  |  |       |  |  |                                             |  |  |                                        |  |
| Joaquín Atanasio Pignatelli de Aragón y Moncayo         |                       | Giovanna Pignatelli Pimentel Benavides, IX duchessa di Monteleone |                                                                    |  |  |       |  |  |                                             |  |  |                                        |  |
|                                                         |                       | Bartolomé Isidro de Moncayo y Palafox, III marchese di Coscojuela | Diego de Moncayo y Fernández de Heredia, II marchese di Coscojuela |  |  |       |  |  |                                             |  |  |                                        |  |
|                                                         |                       | Bartolomé Isidro de Moncayo y Palafox, III marchese di Coscojuela | Diego de Moncayo y Fernández de Heredia, II marchese di Coscojuela |  |  |       |  |  |                                             |  |  |                                        |  |
|                                                         |                       | Bartolomé Isidro de Moncayo y Palafox, III marchese di Coscojuela | Violante Palafox y Folch de Cardona                                |  |  |       |  |  |                                             |  |  |                                        |  |
| Francisca Moncayo de Heredia, IV marchesa di Coscojuela |                       | Bartolomé Isidro de Moncayo y Palafox, III marchese di Coscojuela |                                                                    |  |  |       |  |  |                                             |  |  |                                        |  |
|                                                         |                       | Francesca de Blanes i Calatayud                                   | Francisco de Blanes, IX conte di Centellas                         |  |  |       |  |  |                                             |  |  |                                        |  |
|                                                         |                       | Francesca de Blanes i Calatayud                                   | Francisco de Blanes, IX conte di Centellas                         |  |  |       |  |  |                                             |  |  |                                        |  |
|                                                         |                       | Francesca de Blanes i Calatayud                                   | Anna Maria Pérez de Calatayud y Palafox                            |  |  |       |  |  |                                             |  |  |                                        |  |
| Juan Domingo Pignatelli de Aragón y Gonzaga             |                       | Francesca de Blanes i Calatayud                                   |                                                                    |  |  |       |  |  |                                             |  |  |                                        |  |
|                                                         | Ferdinando II Gonzaga | Carlo Gonzaga                                                     |                                                                    |  |  |       |  |  |                                             |  |  |                                        |  |
|                                                         | Ferdinando II Gonzaga | Carlo Gonzaga                                                     |                                                                    |  |  |       |  |  |                                             |  |  |                                        |  |
|                                                         | Ferdinando II Gonzaga | Isabella Martinengo                                               |                                                                    |  |  |       |  |  |                                             |  |  |                                        |  |
| Francesco Gonzaga                                       | Ferdinando II Gonzaga |                                                                   |                                                                    |  |  |       |  |  |                                             |  |  |                                        |  |
|                                                         |                       | Laura Pico della Mirandola                                        | Alessandro II Pico della Mirandola                                 |  |  |       |  |  |                                             |  |  |                                        |  |
|                                                         |                       | Laura Pico della Mirandola                                        | Alessandro II Pico della Mirandola                                 |  |  |       |  |  |                                             |  |  |                                        |  |
|                                                         |                       | Laura Pico della Mirandola                                        | Anna Beatrice d'Este                                               |  |  |       |  |  |                                             |  |  |                                        |  |
| Maria Luisa Gonzaga                                     |                       | Laura Pico della Mirandola                                        |                                                                    |  |  |       |  |  |                                             |  |  |                                        |  |
|                                                         |                       | Carmine Nicolao Caracciolo                                        | Marino V Caracciolo, IV principe di Santobuono                     |  |  |       |  |  |                                             |  |  |                                        |  |
|                                                         |                       | Carmine Nicolao Caracciolo                                        | Marino V Caracciolo, IV principe di Santobuono                     |  |  |       |  |  |                                             |  |  |                                        |  |
|                                                         |                       | Carmine Nicolao Caracciolo                                        | Giovanna Caracciolo di Torella                                     |  |  |       |  |  |                                             |  |  |                                        |  |
| Giulia Chiteria Caracciolo                              |                       | Carmine Nicolao Caracciolo                                        |                                                                    |  |  |       |  |  |                                             |  |  |                                        |  |
|                                                         |                       | Giovanna Costanza Ruffo                                           | Francesco Ruffo, II principe della Motta San Giovanni              |  |  |       |  |  |                                             |  |  |                                        |  |
|                                                         |                       | Giovanna Costanza Ruffo                                           | Francesco Ruffo, II principe della Motta San Giovanni              |  |  |       |  |  |                                             |  |  |                                        |  |
|                                                         |                       | Giovanna Costanza Ruffo                                           | Giovanna Lanza                                                     |  |  |       |  |  |                                             |  |  |                                        |  |
|                                                         |                       | Giovanna Costanza Ruffo                                           |                                                                    |  |  |       |  |  |                                             |  |  |                                        |  |